# Ключи (Малосердобинский район)
Ключи — село в Малосердобинском районе Пензенской области России. Административный центр Ключевского сельсовета.

## География
Село находится в южной части Пензенской области, в пределах южной части Приволжской возвышенности, в лесостепной зоне, на берегах реки Няньги, к востоку от автодороги Р208, на расстоянии примерно 21 километра (по прямой) к северо-востоку от села Малая Сердоба, административного центра района. Абсолютная высота — 207 метров над уровнем моря.

### Климат
Климат характеризуется как умеренно континентальный, с относительно жарким летом и холодной продолжительной зимой. Средняя температура воздуха самого холодного месяца (января) составляет −13 °C; самого тёплого месяца (июля) — 20 °C. Продолжительность безморозного периода равна 140—150 дней. Годовое количество атмосферных осадков — 497 мм, из которых большая часть выпадает в тёплый период. Снежный покров держится в течение 130—140 дней.

### Часовой пояс
Село Ключи, как и вся Пензенская область, находится в часовой зоне МСК (московское время). Смещение применяемого времени относительно UTC составляет +3:00.

## Население
| 1795  | 1814  | 1835  | 1859  | 1884 | 1897  | 1911  |
| ----- | ----- | ----- | ----- | ---- | ----- | ----- |
| 532   | ↗1335 | ↘1030 | ↗1056 | ↘979 | ↗1022 | ↗1238 |
| 1914  | 1921  | 1926  | 1939  | 1959 | 1970  | 1973  |
| ↘1229 | ↗1337 | ↗1354 | ↘650  | ↘459 | ↘436  | ↘413  |
| 1979  | 1989  | 1996  | 2002  | 2010 | 2021  |       |
| ↘390  | ↗574  | ↗621  | ↘502  | ↘458 | ↘403  |       |

### Национальный состав
Согласно результатам переписи 2002 года, в национальной структуре населения русские составляли 89 % из 502 чел.